# Катя Кін
Сьюзі ла Кур (дан. Sussi la Cour; нар. 7 лютого 1968, Фредеріксберг, Данія), відома як Катя Кін (дан. Katja Kean) — данська підприємиця, акторка, співачка, авторка та медійна особистість. Займалася модельним бізнесом у Південній Африці. Колишня порноакторка.

## Життєпис
Вивчала досвід лідерства (дан. oplevelsesledelse) в Roskilde Universitetscenter (RUC) у Данії. 
Одружилася з партнером по фільму Констансом Марко Долленцрм, прізвище якого взяла в 2016 році. Вони живуть у Сіджесі, Іспанія. 
Володіла компанією з виробництва нижньої білизни, якою керувала протягом п'яти років. 
Веде врівноважене та розмірене особисте життя. Займається бігом та аеробікою, любить домашній затишок та прогулянки лісом.

## Порноіндустрія
Маючи проблеми з роботою, зателефонувала за рекламою в кінці порнофільму, який переглядала з чоловіком. У 1997 році почала з відомою студією Private. У першому ж фільмі, який режисирував П'єр Вудман, вперше пережила анальний секс. Брала участь у зйомках фільмів «Справжнє золото Private» (Private Solid Gold) (1997) та «Triple X Files 6: Do you know Katja Kean?» (1998), де мала сцену з подвійним проникненням. 
Працювала зі скандальним режисером Ларсом фон Трієром, знявшись у фільмі «Рожева в'язниця» (Pink Prison) (1999). У США Катя дебютувала фільмами «Ритуал» (Ritual) (1999) режисера Майкла Нінна та «Збудливі картинки» (Pin Ups) (1999) Ендрю Блейка. 
Наступного року вона покинула порноіндустрію. 
Генрік Ліст написав біографію (на основі інтерв'ю з нею) під назвою Katja KXXX — Stjerne I Syndens By (ISBN 9788779730533).

## Акторська кар'єра
У 2002 році Кін змінила сценічний псевдонім з «Катя Кін» на «Катя К». Грала у данському ситкомі «Langt fra Las Vegas» («Далеко від Лас-Вегаса»).
Також співала з данським музикантом Даріо Кампеотто в його синглі «Save Your Love». 
Знімалася у відеофільмі Filur «Sunset Boulevard».

## Премії та номінації
Порнографія
| Рік  | Церемонія | Результат | Номінація                                             | Робота     |
| ---- | --------- | --------- | ----------------------------------------------------- | ---------- |
| 2000 | AVN Award | Номінація | Найкраща акторка — відео                              | Millennium |
| 2000 | AVN Award | Номінація | Найкраща нова старлетка                               | Н/Д        |
| 2001 | AVN Award | Номінація | Best All-Girl Sex Scene — Film (разом з Авой Вінсент) | Virtuoso   |
| 2001 | AVN Award | Номінація | Best All-Girl Sex Scene — Film (разом з Шей Суєт)     | Watchers   |

## Вибіркова фільмографія
- Констанс (1998)
- Спортивне видовище Каті Кін (1998)
- Рожева в'язниця (1999)
- Захований скарб (2000)
- Спостерігачі (2000)
- Лангт з Лас-Вегаса (2001)
- Вибух лисого бобра (2005)